# 乐寿古村落
乐寿古村落是位于中華人民共和國辽宁省朝陽市喀喇沁左翼蒙古族自治县公营子镇五家子村的古村落，是中國国家2A级旅游景区，村内建築為傍山而建的传统草屋，當地的特產有中药材、蘑菇、杏核等，2016年，乐寿古村落入选辽宁省传统村落。